# Novembre 1893

## Événements
- 11 novembre : cabinet conservateur Windischgraetz en Autriche.
- 12 novembre : accord sur la Ligne Durand signé entre l'émir Abdur Rahman Khan et sir Mortimer Durand (frontière indo-afghane).

## Naissances
- 3 novembre : Soeroso, un homme politique indonésien († 16 mai 1981).
- 5 novembre : Raymond Loewy, designer français († 14 juillet 1986).
- 9 novembre : Jeanne Denis (la mère Denis), star française de la publicité.
- 11 novembre : Paul Van Zeeland, avocat et homme d'État belge († 22 septembre 1973).
- 22 novembre : René Barthe, médecin français, pionnier de la médecine du travail.
- 30 novembre : Frederic Holdrege Bontecou, homme politique américain († 17 septembre 1959).

## Décès
- 1er novembre : Jan Matejko, peintre polonais (° 28 juin 1838).
- 6 novembre :
  - Piotr Ilitch Tchaïkovski, compositeur russe.
  - Johann Rudolf Wolf, astronome suisse.
- 9 novembre : Henri Bernier, homme politique fédéral provenant du Québec.
- 22 novembre : Charles-Auguste Fraikin, sculpteur belge (° 14 juin 1817).